# چهره پنهان (فیلم)
چهره پنهان (به اسپانیایی: La cara oculta) فیلمی در ژانر دلهره‌آور محصول سال ۲۰۱۱ و به کارگردانی آندرس بایز است. در این فیلم بازیگرانی همچون کیم گوتیه‌رس، کلارا لاگو، مارتینا گارسیا، مارسلا مار، خوان آلفونسو باپتیستا و الکساندرا استوارت ایفای نقش کرده‌اند.

## داستان
آدریان، یک رهبر ارکستر جوان، در حال تماشای ویدیوی ضبط‌شده‌ای از دوست دخترش بلن است که به او اطلاع می‌دهد او را ترک خواهد کرد. آدریان پریشان می‌شود. او در حالی که در یک بار غم و اندوه خود را با نوشیدن مشروب از بین می‌برد، با فابیانا (مارتینا گارسیا) آشنا می‌شود و آنها رابطه‌ای برقرار می‌کنند. فابیانا به خانه‌ای که آدریان با بلن در آن زندگی می‌کرد، نقل مکان می‌کند. اتفاقات عجیبی در حمام رخ می‌دهد، فابیانا صداهای عجیبی از سینک و وان حمام می‌شنود و با دوش آب داغ ناگهانی می‌سوزد.
آدریان به ناپدید شدن بلن مظنون می‌شود؛ با این حال، بازرسان نمی‌توانند هیچ مدرکی دال بر دخالت آدریان در ناپدید شدن بلن پیدا کنند. یکی از بازرسان پلیس، که ظاهراً دوست پسر سابق فابیانا بوده، به آدریان هشدار می‌دهد که اگر اتفاقی برای فابیانا بیفتد، او را خواهد کشت.
خانه متعلق به اِما، زنی آلمانی است که یک اتاق مخفی عایق صدا را که برای شوهر سابق افسر نازی‌اش در نظر گرفته شده بود، آشکار می‌کند. بِلن، که از حسادت نسبت به ارتباط آدریان با ورونیکا، نوازنده ویولن، رنج می‌برد، به پیشنهاد اِما عمل می‌کند تا وانمود کند که در حال ترک او است. او یک فیلم جدایی ضبط می‌کند و در اتاق مخفی، مجهز به آینه‌های دو طرفه، پنهان می‌شود تا واکنش آدریان را زیر نظر داشته باشد. بِلن قصد دارد به این حیله پایان دهد، اما کلید را گم می‌کند و خود را بدون هیچ راهی برای تماس با آدریان به دام می‌اندازد.
فابیانا کلید اتاق مخفی را پیدا می‌کند، اما نمی‌داند که برای چه کاری استفاده می‌شود. فابیانا سرانجام متوجه می‌شود که بلن در خانه به دام افتاده است، زیرا بلن می‌تواند از طریق ضربه زدن به لوله‌های اتاق مخفی با آنها ارتباط برقرار کند و موج‌هایی در سینک حمام ایجاد کند. فابیانا آماده می‌شود تا در را باز کند، مکث می‌کند و تصمیم می‌گیرد بلن را نجات ندهد زیرا ممکن است آدریان را از دست بدهد.
فابیانا با وجود آشفتگی درونی‌اش، در اتاق مخفی را باز می‌کند تا بلنِ بی‌هوش را ببیند. حسادت ناشی از عکس‌های یک بازپرس از آدریان و ورونیکا، تصمیم فابیانا را تحت تأثیر قرار می‌دهد. او در داخل اتاق، بلن را دراز کشیده روی تخت می‌بیند. بلن به‌طور غیرمنتظره‌ای فابیانا را بیهوش و در را قفل می‌کند. بلن خانه را ترک می‌کند، کلید اتاق مخفی را روی تخت آدریان می‌گذارد و عکسی از خودشان را به در آینه‌ای می‌چسباند. فیلم با بلن تنها در ساحل و فابیانا که در آنجا گیر افتاده و منتظر نجات است، به پایان می‌رسد.

## بازسازی ها
این فیلم در کشورهای مختلف بازسازی شده است:
- هند: قتل ۳ (۲۰۱۳)
- ترکیه: طرف دیگر (۲۰۱۷) (Öteki Taraf)
- مکزیک: پردیدا (۲۰۱۹)
- کره جنوبی: چهره پنهان (۲۰۲۴)